# Neville Southall
Neville Southall (ur. 16 września 1958 w Llandudno) – były walijski piłkarz grający na pozycji bramkarza. Najbardziej znany z gry dla Evertonu, w którym występował, z krótkimi przerwami na wypożyczenia przez 17 lat. W czasie swojej kariery mierzył 185,5 cm wzrostu. Uznany przez World Soccer jednym ze 100 najlepszych piłkarzy XX wieku.

## Kariera klubowa

### Winsford United & Bury FC
Southall swoją karierę zaczynał w klubie Winsford United. W klubie tym występował przez jeden sezon(1980/1979). Następnie trafił do Bury FC w klubie tym grał w pierwszym składzie i swoimi występami zwrócił na siebie uwagę trenera Evertonu Howarda Kendalla.

### Everton F.C.
Southall na Goodison Park trafił w lipcu 1981 roku za 150 tysięcy funtów. Southall o miejsce w pierwszym składzie The Toffees musiał rywalizować z Jimem Arnoldem. Początkowo Walijczyk wygrywał tę rywalizację, ale po przegranych przez Everton 5-0 derbach z Liverpoolem Southall został wypożyczony do Port Vale F.C. W klubie tym wystąpił dziewięć razy, reprezentując barwy zespołu w rundzie wiosennej sezonu 1982/1983. Po powrocie z wypożyczenia Southall stał się podstawowym bramkarzem Evertonu w sezonie 1983/1984. Kolejny sezon był przełomem w karierze Walijczyka wraz z Evertonem zdobył Mistrzostwo Anglii oraz Puchar Zdobywców Pucharów, a także dotarł do finału FA Cup, gdzie jego zespół przegrał dopiero po dogrywce z Manchesterem United, a sam Southall został wybranym zawodnikiem roku w Premier League. W 1986 roku doznał on poważnej kontuzji, która wyeliminowała go z gry w przegranym przez Everton w finale FA Cup. Na kolejne sukcesy Southallowi przyszło czekać do sezonu 1986/1987, w którym to Everton po roku przerwy po raz dziewiąty i jak do tej pory ostatni został mistrzem Anglii. Kolejne lata nie były już tak udane dla Southalla i Evertonu. Ostatnim trofeum zdobytym przez Southalla za czasów gry w The Toffees był Puchar Anglii w 1995 roku. We wrześniu 1997 roku Southall został pierwszym zawodnikiem, który zaliczył 200 występów w Premiership. W listopadzie 1997 Howard Kendall zadziwił wszystkich ściągając na Goodison Park Thomasa Myhre z Vikinga Stavanger. 29 listopada Neville Southall zaliczył swój 750(wliczając mecze pucharowe), a zarazem ostatni mecz w barwach Evertonu przeciwko Tottenhamowi. Później był jeszcze wypożyczany do Southend United i Stoke City, a po sezonie 1997/1998 definitywnie rozstał się z The Toffees.

### Schyłek kariery
Southall po odejściu z Evertonu bez większych sukcesów występował (często w roli grającego trenera) jeszcze w takich zespołach jak: Doncaster Rovers, Torquay United, Bradford City, Rhyl FC, Shrewsbury Town, Dover Athletic, a w 2002 roku definitywnie zakończył karierę. Jego ostatnim klubem było Dagenham & Redbridge.

## Kariera reprezentacyjna
Southall w reprezentacji Walii debiutował 27 maja 1982 roku w meczu przeciwko Irlandii Północnej wygranym przez Walię 3-0. Ostatnim meczem Southalla w reprezentacji był mecz rozegrany 20 sierpnia 1997 roku przeciwko Turcji rozgrywany w Stambule w ramach eliminacji Mistrzostw Świata 1998 przegranym przez jego zespół 4-6. Jest on rekordzistą pod względem występów w reprezentacji Walii, ma on ich na swoim koncie 92. Southallowi nie dane było zagrać na żadnym turnieju rangi mistrzowskiej.

### Statystyki reprezentacyjne
| Mecze | Zwycięstwa | Remisy | Porażki | Gole zdobyte | Gole stracone | Punkty | Procent zwycięstw |
| ----- | ---------- | ------ | ------- | ------------ | ------------- | ------ | ----------------- |
| 92    | 32         | 19     | 41      | 108          | 126           | 83     | 45,11%            |

## Sukcesy

### Everton
- Mistrz Anglii: 1985, 1987
- Puchar Anglii: 1984, 1995
- Puchar Zdobywców Pucharów: 1985
- Tarcza Wspólnoty: 1984, 1985, 1986, 1995

### Indywidualne
- Piłkarz roku w Anglii: 1985
- Członek listy 100 legend Football League